# Sydänmaanjärvi
Sydänmaanjärvi är en sjö i Finland. Den ligger i Nådendals stad i landskapet Egentliga Finland, i den sydvästra delen av landet, 170 km väster om huvudstaden Helsingfors. Sydänmaanjärvi ligger 10 meter över havet. Den ligger på ön Aaslaluoto. Arean är 4 hektar och strandlinjen är 0,89 kilometer lång. Sjön  ingår i Norra Skärgårdshavets avrinningsområde. 